# Cold Higham
Cold Higham – wieś w Anglii, w hrabstwie Northamptonshire, w dystrykcie (unitary authority) West Northamptonshire. Leży 13 km na południowy zachód od miasta Northampton i 98 km na północny zachód od Londynu. W 2001 miejscowość liczyła 289 mieszkańców.